# Soad Hosny
Soad Hosny (arab. سعاد حسنى, ur. 26 stycznia 1943, zm. 21 czerwca 2001) – egipska aktorka i piosenkarka. Znana pod przydomkiem „Kopciuszek arabskiej kinematografii”.

## Życiorys
Urodziła się w Kairze jako Soad Muhammad Kamal Hosny Kamal. Jej matka, Gawhara Mohamed Hassan, była Egipcjanką, a ojciec, Mohammad Hosni, był znanym kaligrafem pochodzenia kurdyjskiego. Jej rodzice mieli trzy córki. Souad miała także ośmioro rodzeństwa z poprzedniego małżeństwa ojca. Jej rodzice rozwiedli się, a matka wyszła ponownie za mąż za Egipcjanina, Abdula Monema Hafeeza, z którym miała jeszcze sześcioro dzieci.
Dom jej ojca w  Kairze był znany w środowisku artystycznym, ponieważ czołowi przedstawiciele kultury z całego świata arabskiego regularnie odwiedzali ten dom w celu nauki i zdobycia znajomości. Jej ojciec, którego twórczość obejmowała produkcję ramek do niemych filmów i okładek książek, był dobrze znany w całej społeczności artystycznej. Wiele jego dzieci zostało artystami.
Souad w wieku trzech lat rozpoczęła karierę artystyczną, śpiewając w popularnym programie telewizyjnym dla dzieci. Jej debiut filmowy miał miejsce w 1959 roku. Wystąpiła w ponad 83 filmach w latach 1959-1991. Większość filmów z jej udziałem kręcono w latach sześćdziesiątych i siedemdziesiątych XX wieku. Role te przyniosły jej ogromną sławę i uczyniły jedną z najbardziej wpływowych kobiecych ikon w arabskim świecie aktorskim. Określano ją przydomkiem „Kopciuszek arabskiej kinematografii”. W 1991 wycofała się z aktorstwa ze względów zdrowotnych.
Prywatnie była znana z licznych romansów i burzliwych związków. Czterokrotnie wychodziła za mąż, ale wszystkie jej małżeństwa skończyły się rozwodem. Nie miała nigdy dzieci.
21 czerwca 2001 zmarła wypadając z okna mieszkania swojego przyjaciela w Londynie. Tego dnia egipska telewizja przerwała swoje programy, aby ogłosić wiadomość o jej śmierci. Oficjalnie uznano zdarzenie za samobójstwo, choć pojawiały się spekulacje o nieszczęśliwym wypadku lub morderstwie. Jej ciało zostało przewiezione do Egiptu, a w pogrzebie w Kairze wzięło udział około 10 000 osób. Została pochowana na obrzeżach Kairu w okolicach rodzinnego domu.

## Filmografia
- Hassan wa Nayima (1959)
- El banat waal saif (1960)
- Maal Wa Nesaa (1960)
- Gharamiat emaraa (1960)
- Mafish tafahum (1960)
- Aaz el habaieb (1961)
- El Saba banat (1961)
- El safira Aziza (1961)
- He talata (1961)
- Ishayat hub (1961)
- Limaza aish? (1961)
- Mal wa nessaa (1961)
- Talat rijal wa emraa (1961)
- Maw’ed fel Borg (1962)
- El ashkiaa el talata (1962)
- El dow el khafet (1962)
- Ghosn el zeitoun (1962)
- Seraa maal malaika (1962)
- Aelit Zizi (1963)
- El sahera el saghira (1963)
- Min gheir mawad (1963)
- Serr el hareba (1963)
- Shakawet banat (1963)
- Al-tareek (1964)
- Awal hub (1964)
- El ariss yassel ghadan (1964)
- El azzab el talata (1964)
- El garima el dahika (1964)
- El morahekan (1964)
- Laabet el hub wa el zawaj (1964)
- Hekayat jawaz (1965)
- Lil rijal fakat (1965)
- Al-Kahira thalatin (1966)
- Chakawet rejala (1966)
- El mughammerun el talata (1966)
- El talata yuhebbunaha (1966)
- Guanab el safir (1966)
- Lailat el zafaf (1966)
- Mabka el oshak (1966)
- Shakket el talaba (1966)
- Al-zawja al-thaniya (1967)
- El lekaa el tani (1967)
- Shabab magnoun geddan (1967)
- Al-tilmiza wal osstaz (1968)
- Al-nass wal Nil (1968)
- Baba ayez keda (1968)
- El-sit el-nazra (1968)
- Hawaa wal kerd (1968)
- Hekayet thalass banat (1968)
- Helwa wa shakia (1968)
- Zawag alla tarika el-hadissa (1968)
- Al-ikhtiyar (1970)
- Al Nas wal Nil (1972)
- Khally ballak men ZouZou (1972)
- Ghoroba' (1973)
- Al-hob alazi kan (1973)
- Al karnak (1975)
- Chafika et Metwal (1979)
- Maowid ala ashaa (1981)
- Al Qadisiyya (1981)
- Al-Mashbouh (1981)
- Ahl el qema (1981)
- Gharib fi Bayti (1982)
- Hob Fi El-Zinzana (1983)
- Al-gough (1986)
- Al-raii wa al nesaa (1991)